# Nazionale maschile di pallacanestro della Liberia
La nazionale di pallacanestro della Liberia è la rappresentativa cestistica della Liberia ed è posta sotto l'egida della Federazione cestistica della Liberia.

## Piazzamenti

### Campionati africani
- 1983 - 9°
- 2007 - 16°

## Formazioni

### Campionati africani
Campionato africano maschile di pallacanestro 20074 Lackay, 5 Quaye, 6 Kuiah, 7 Allison, 8 Tapeh, 9 Tulay, 10 Wolo, 11 Cole, 12 Smith, 13 Jo. Bing, 14 Ndoum, 15 Je. Bing,        All. Allen Jallah